# Prince Michrist Kaba Mboko

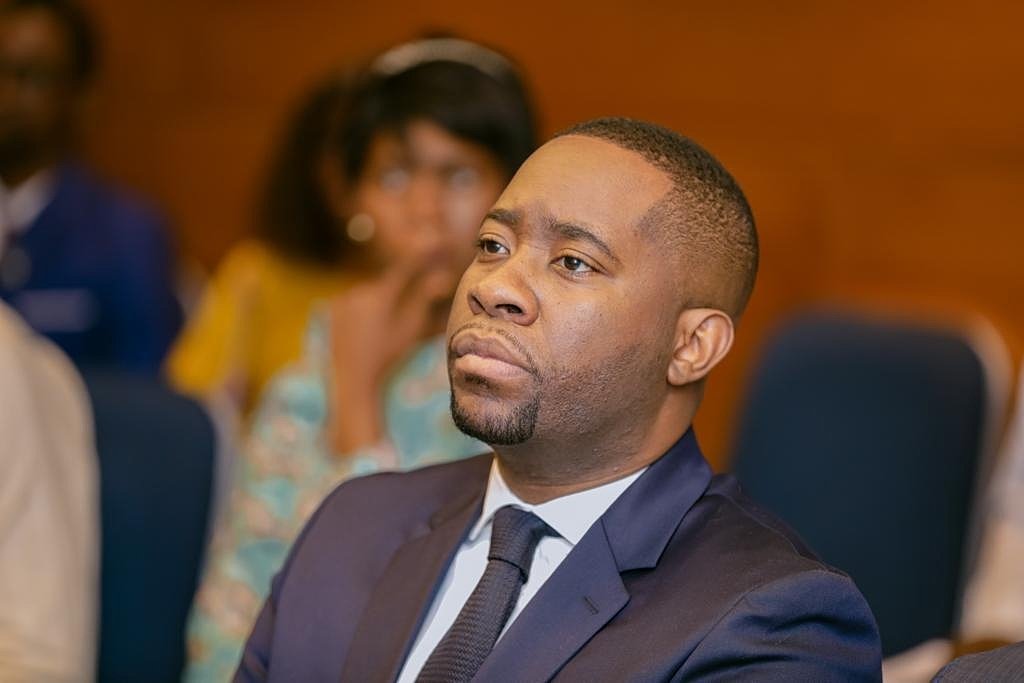
Prince Michrist Kaba Mboko

Prince Michrist Kaba Mboko, né en 1989 à Brazzaville, est un homme politique congolais, secrétaire exécutif du Conseil consultatif de la Jeunesse. 

## Biographie

### Jeunesse et début
Prince Michrist Kaba Mboko, né en 1989 à Brazzaville, a fait ses études à Sciences Po Paris en tant qu'expert en politiques publiques. Il est actuellement député suppléant de la circonscription de Ouenzé et Secrétaire exécutif du Conseil Consultatif de la Jeunesse (CCJ).

### Carrière politique et professionnelle
- 2010-2015 : Inspecteur du Trésor à l'Unité des Grandes Entreprises de Brazzaville.
- 2015-2017 : chef de service Finances et Comptabilité à la délégation budgétaire du port autonome de Pointe-Noire.
- 2017 : élu conseiller municipal de Brazzaville.
- 2017-2020 : conseiller financier auprès du Premier Vice-Président de l'Assemblée nationale.
- depuis 2022 : Secrétaire exécutif du Conseil consultatif de la Jeunesse[2],[3], il remplace à ce poste Juste Bernardin Gavet[4].

Prince Michrist Kaba Mboko est un membre actif du Parti congolais du travail (PCT) et de la Force montante congolaise, organisation de jeunesse du PCT. Le 17 février 2023 à Brazzaville, il est reçu, par le Président de l’Assemblée nationale, Isidore Mvouba.

## Lutte contre la délinquance juvénile
Prince Michrist Kaba Mboko et Pierre Ngolo ont abordé avec gravité la problématique de la délinquance juvénile, un fléau en constante augmentation au sein de la société congolaise et de l'épineux problème d'emploi des jeunes,. 
Le Secrétaire Exécutif du Conseil consultatif de la jeunesse a sollicité le soutien du Sénat pour élaborer ensemble des stratégies efficaces visant d'une part à lutter contre le phénomène des "bébés noirs", qui affecte les grandes villes congolaises depuis plusieurs années. Cette initiative vise à sensibiliser et mobiliser les acteurs concernés afin de trouver des solutions durables à cette crise sociale et d'autre part à répondre à la préoccupation des jeunes en matière d'emploi .